# Бунт проти імперії: українські шістдесятники
«Бунт проти імперії: українські шістдесятники» — книга українського історика Радомира Мокрика, видана у 2023 році видавництвом «А-БА-БА-ГА-ЛА-МА-ГА».
Офіційна презентація книги відбулася 02.05.23 р. у Львівському національному університеті імені Івана Франка. Також Радомир Мокрик відвідав канали «Ютубу» такі як «lvivart.center» та «Харківський ЛітМузей».

## Про книгу
Кожна глава — окрема історія, що приховує бентежне життя хоробрих людей. Кожний окремий розділ та абзац — розкриття секретів та злочинів СРСР. Жахливі репресії, тиск та гноблення, незаконне ув'язнення, заборона на поширення літератури тощо. Про життя письменників після смерті кривавого диктатора-Сталіна та примарну надію на краще у часи хрущовської «відлиги». 

## Цитати
1. «Радянське керівництво добре усвідомлювало, яку саме стратегію у мовній сфері воно обирає. Російська мова і російська культура розглядалися як чи не головний фактор уніфікації різних територій радянської імперії. Політика русифікації й маргіналізації української мови цілком відповідала завданню «злиття народів» і формування наднаціональної, класової радянської ідентичності.»
2. «Шістдесятники перебували всередині радянської реальності, і це неодмінно мусило позначитись на їхньому світогляді, доволі ідеалістичному. Усвідомлення марності й неможливості діалогу з владою приходило поступово, зі зміцненням м’язів критичного мислення. Дисидентами шістдесятники стали завдяки власному інтелекту і рефлексії  навколишнього світу. Усвідомити фальш радянської культури, штучність усіх партійних лозунгів, залишаючись фактично в інформаційному вакуумі, – це справжній інтелектуальний подвиг. Який часто поєднувався з громадянським подвигом, адже розуміння несправедливості системи породжувало намагання і відвагу протистояти їй.»[3]

## Від автора
«Під поняттям «шістдесятництво» приховується безліч культурних феноменів, людських доль та літературних творів. Ця книжка пропонує мандрівку в мікросвіт українських шістдесятників, основою якого стала літературна критика Івана Дзюби, організаторський хист Івана Світличного, блискучі поетичні таланти Василя Симоненка, Ліни Костенко, Миколи Вінграновського та багатьох інших. Перед читачем постане історія молодих людей, котрі творили культуру в буремні часи хрущовської «відлиги», історія сумнівів і боротьби, зрештою — громадянської відваги цілої плеяди нового українського культурного покоління, когорти людей, об'єднаних спільними переконаннями, взаємоповагою, чесністю та солідарністю», — пише Радомир Мокрик.

## Відгуки та коментарі
«...приватність багатьох суджень, беззаперечна й неприхована авторська симпатія до головних героїв, упереміш із загальновідомими в принципі фактами та документами, роблять саму розповідь легкою, проте не легковажною, і щирою, проте не наївною...», — пише Сергій Жадан.
«Він, зокрема, уважний до походження та родинних обставин майбутніх шістдесятників/шістдесятниць і пунктиром накреслює спільності й відмінності. Також розписує травматичний досвід років Другої світової війни, що неминуче залишав відбиток на тодішніх дітях чи підлітках», — пише Олег Коцарев.